# Les Chronokids
Les Chronokids est une série de bande dessinée scénarisée par Zep et dessinée par Stan et Vince. Elle est publiée par l'éditeur Glénat dans la collection Tchô! : La Collec' depuis 2008 et compte actuellement six tomes.

## Synopsis
Deux enfants, Adèle et Marvin, trouvent dans une brocante un portable permettant de voyager dans le temps et l'espace. Ils s'en serviront pour des sujets aussi divers qu'empêcher l'invention de l'école ou encore chercher un esclave antique pour qu'il fasse le ménage à leur place.

## Personnages
- Adèle : Grande sœur de Marvin.
- Marvin : Petit frère d'Adèle.
- Qû : Maya sauvé du sacrifice par Adèle et Marvin, il vit avec eux.
- Groumf : Homme préhistorique, il tombe amoureux d'Adèle et sera ramené au XXIe siècle. Marvin lui apprendra le fonctionnement d'un interrupteur et lui montrera la Star Acamedy. Ramené à la Préhistoire, il revient et devient assistant bibliothécaire. Trop "spécial" pour cette dernière, il partira au Moyen Âge où il restera célèbre sous le nom de Bayard.
- M. Péchin : Prof d'histoire.
- Maurice Manoukian : Prof de biologie dévoré par un T-Rex.
- Jacquot : Cuisinier médiéval amoureux d'Adèle.

## Liste des tomes
1. Tome 1, 2008
2. Tome 2, 2008
3. Tome 3, 2010
4. Tome 4, 2012
5. Contre la fin du monde, 2012
6. Tome 6, 2018

Hors-série : Les Grandes inventions de l'Histoire, avril 2014

## Série d'animation
Les Chronokids ont été adaptés en série animée. La série de 78 épisodes de 7 minutes produite par Futurikon est diffusée à partir du 9 janvier 2016 sur TF1 (dans l'émission TFOU), puis sur Boing.

### Distribution (voix)
- Nathalie Homs : Marvin
- Fanny Bloc : Adèle
- Jessie Lambotte : Marie-Curie
- Emmanuel Fouquet : Papa / Pythagore
- Franck Sportis
- Isabelle Desplantes
- Bernard Demory
- Philippe Roullier
- Julie Victor
- Marie Nonnenmacher

 Source et légende : version française (VF) sur RS Doublage et crédits du générique de fin.
- Version originale
  - Direction artistique : Emmanuel Fouquet
  - Studio d'enregistrement : Tabb Studios
  - Musique : Benjamin Farley et Antoine Furet

## Récompenses
2011 : 37e festival international de la bande dessinée d'Angoulême : Fauves d'Angoulème - Prix Jeunesse pour le tome 3